# Hydrelia chionata
Hydrelia chionata là một loài bướm đêm trong họ Geometridae.